# Katie Bray
Pour les articles homonymes, voir Bray.
Katie Emily Bray (née le 23 janvier 1987) est une mezzo-soprano anglaise. Elle est connue pour son répertoire baroque. En 2019, elle remporte le prix du public Dame Joan Sutherland au BBC Cardiff Singer of the World.

## Enfance et éducation
Katie Bray est née le 23 janvier 1987 à Exeter, Devon, Angleterre. Elle étudie à la St Margaret's School d'Exeter jusqu'en 2005 et poursuit ses études à l'Université de Manchester, où elle obtient son diplôme en 2008. Elle étudie ensuite l'opéra à la Royal Academy of Music, avec Elizabeth Ritchie et Iain Ledingham, comme professeurs. Elle termine ses études à l'académie en 2012 après avoir remporté une bourse Alfred Alexander. Elle reçoit aussi la bourse Karaviotis.

## Carrière professionnelle
En 2013, Katie Bray fait ses débuts au Festival de Glyndebourne et à l'English Touring Opera. Elle joue  également avec Opera North, English National Opera, Scottish Opera, Welsh National Opera, Garsington Opera, Opera Holland Park, English Touring Opera et Irish National Opera. Katie Bray se produit dans des salles de concert et des festivals à travers le Royaume-Uni, tels que Wigmore Hall, Cadogan Hall, Holywell Music Room et St George's, Hanover Square. Elle donne aussi des récitals dans de nombreux festivals de chanson, dont le City of London Festival, le London English Song Festival et l'Oxford Lieder Festival.

### Répertoire
- Hansel - Hänsel und Gretel
- Rosina - Le Barbier de Séville (Rossini)
- Varvara - Katja Kabanova
- La Bergère / la Chatte / la Chouette - L'Enfant et les Sortilèges
- Lola - Cavalleria rusticana
- Nancy - Albert Herring
- La fille - Akhnaten
- Lucilla - La scala di seta
- Zerlina - Don Giovanni
- Zulma - L'italiana in Algeri
- Zaida - Le Turc en Italie
- Mallika - Lakmé
- Zenobia - Radamisto
- Minerve - Il ritorno d'Ulisse in patria
- Satirino - La Calisto
- Charlotte - Werther

### Concours et récompenses
- 2010, prix Elena Gerhardt
- 2019, Audience Prize (prix du public),  BBC Cardiff Singer of the World competition

## Discographie
- David Matthews : Symphonie n° 7 et Vêpres (2014)[4]
- Mahler : Lieder eines fahrenden Gesellen (arr. Schoenberg) (2015)[5]
- Rückert Lieder : Robert & Clara Schumann (2016)[4]